# Sloveniens håndboldlandshold (herrer)
Sloveniens håndboldlandshold er det nationale håndboldlandshold i Slovenien, og kontrolleres af landets håndboldforbund, Rokometna Zveza Slovenije. Holdets hidtil største præstation kom ved EM i 2004 på hjemmebane, hvor man højst overraskende spillede sig frem til finalen, der dog blev tabt til Tyskland.

## Resultater

### VM
| - 1993 i Sverige: Deltog ikke - 1995 i Island: 18.-plads - 1997 i Japan: Deltog ikke - 1999 i Egypten: Deltog ikke - 2001 i Frankrig: 17.-plads - 2003 i Portugal: 11.-plads - 2005 i Tunesien: 12.-plads - 2007 i Tyskland: 10.-plads - 2009 i Kroatien: Deltog ikke - 2011 i Sverige: Deltog ikke - 2013 i Spanien: 4.-plads - 2015 i Qatar: 8.-plads - 2017 i Frankrig: Bronze - , 2025:13. plads |

### EM
| - 1994 i Portugal: 10.-plads - 1996 i Spanien: 11.-plads - 1998 i Kroatien: deltog ikke - 2000 i Kroatien: 5.-plads - 2002 i Sverige: 12.-plads - 2004 i Slovenien: 2.-plads - 2006 i Schweiz: 8.-plads - 2008 i Norge: 10.-plads - 2010 i Østrig: 11.-plade - 2012 i Serbien: 6.-plads - 2014 i Danmark: deltog ikke - 2016 i Polen: 14.-plads |

### OL
| - 1992 i Barcelona: deltog ikke - 1996 i Atlanta: deltog ikke - 2000 i Sydney: 8.-plads - 2004 i Athen: 11.-plads - 2008 i Beijing: deltog ikke - 2012 i London: deltog ikke - 2016 i Rio de Janeiro: 6.-plads - 2020 i Tokyo: |

## Seneste Trup
Nuværende trup til EM i håndbold 2020.
Cheftræner:  Ljubomir Vranjes
| Nr. | Navn             | Position     | Kampe | Mål | Klub                       |
| --- | ---------------- | ------------ | ----- | --- | -------------------------- |
| 3   | Blaž Blagotinšek | Stregspiller | 78    | 120 | Veszprém KC                |
| 5   | Nik Henigman     | Venstre back | 39    | 60  | SC Pick Szeged             |
| 6   | Gašper Marguč    | Venstre fløj | 106   | 364 | Veszprém KC                |
| 8   | Blaž Janc        | Højre fløj   | 54    | 176 | Vive Kielce                |
| 11  | Jure Dolenec     | Højre back   | 135   | 476 | FC Barcelona               |
| 13  | Darko Cingesar   | Venstre fløj | 65    | 113 | Pays d'Aix Université Club |
| 17  | Nejc Cehte       | Højre back   | 17    | 27  | TSV Hannover-Burgdorf      |
| 20  | Tilen Kodrin     | Venstre fløj | 34    | 53  | RK Celje                   |
| 23  | Miha Zarabec     | Playmaker    | 54    | 126 | THW Kiel                   |
| 24  | Mario Šoštarič   | Højre fløj   | 24    | 55  | SC Pick Szeged             |
| 26  | Klemen Ferlin    | Målvogter    | 27    | 0   | RK Celje                   |
| 27  | Kristjan Horžen  | Stregspiller | 0     | 0   | RK Celje                   |
| 33  | Igor Žabič       | Stregspiller | 23    | 32  | Wisła Płock                |
| 34  | Rok Ovniček      | Playmaker    | 13    | 17  | HBC Nantes                 |
| 44  | Dean Bombač      | Playmaker    | 78    | 142 | SC Pick Szeged             |
| 41  | Borut Mačkovšek  | Venstre back | 97    | 217 | Veszprém KC                |
| 41  | Urh Kastelic     | Målvogter    | 32    | 5   | Frisch Auf Göppingen       |

## Kendte spillere
- Beno Lapajne
- Aleš Pajovič
- Uroš Zorman
- David Špiler
- Sergej Rutenka
- Vid Kavtičnik
- Luka Žvižej